# Liste der Stolpersteine in Zierenberg
Die Liste der Stolpersteine in Zierenberg enthält die Stolpersteine, die im Rahmen des gleichnamigen Kunst-Projekts von Gunter Demnig in Zierenberg verlegt wurden. Mit ihnen soll an die Opfer des Nationalsozialismus erinnert werden, die in Zierenberg lebten und wirkten.

## Liste der Stolpersteine
| Name                      | Adresse                 | Bild                                       | Inschrift | Verlegedatum  | Informationen |
| ------------------------- | ----------------------- | ------------------------------------------ | --- | ------------- | ------------- |
| Siegfried Kaiser          | Burgstraße 32 ·         | Stolperstein für Siegfried Kaiser          | Hier wohnte Siegfried Kaiser Jg. 1896 deportiert 1941 Riga 1943 Auschwitz ermordet                                                                       | 14. Sep. 2016 |               |
| Bertha Kaiser             | Burgstraße 32 ·         | Stolperstein für Bertha Kaiser             | Hier wohnte Bertha Kaiser geb. Schartenberg Jg. 1890 deportiert 1941 Riga 1944 Stutthof ermordet                                                         | 14. Sep. 2016 |               |
| Rudi Kaiser               | Burgstraße 32 ·         | Stolperstein für Rudi Kaiser               | Hier wohnte Rudi Kaiser Jg. 1925 deportiert 1941 Riga 1944 Stutthof ermordet                                                                             | 14. Sep. 2016 |               |
| Ilse Kaiser               | Burgstraße 32 ·         | Stolperstein für Ilse Kaiser               | Hier wohnte Ilse Kaiser Jg. 1928 deportiert 1941 Riga 1944 Stutthof befreit                                                                              | 14. Sep. 2016 |               |
| Berta Rothschild          | Kasseler Straße 9 ·     | Stolperstein für Berta Rothschild          | Hier wohnte Berta Rothschild geb. Hattenbach Jg. 1886 deportiert 1941 Riga ermordet                                                                      | 14. Sep. 2016 |               |
| Hilde Rothschild          | Kasseler Straße 9 ·     | Stolperstein für Hilde Rothschild          | Hier wohnte Hilde Rothschild verh. Blumenthal Jg. 1912 Flucht 1937 Kolumbien                                                                             | 14. Sep. 2016 |               |
| Moritz Möllerich          | Kasseler Straße 22 ·    | Stolperstein für Moritz Möllerich          | Hier wohnte Moritz Möllerich Jg. 1886 'Schutzhaft' 1938 Dachau deportiert 1941 Riga tot 2.5.1945 Neustadt/Holstein                                       | 31. Aug. 2017 |               |
| Rosa Möllerich            | Kasseler Straße 22 ·    | Stolperstein für Rosa Möllerich            | Hier wohnte Rosa Möllerich geb. Katz Jg. 1885 deportiert 1941 Riga ermordet 27.7.1944 Auschwitz                                                          | 31. Aug. 2017 |               |
| Levil Möllerich           | Kasseler Straße 22 ·    | Stolperstein für Levil Möllerich           | Hier wohnte Levil Möllerich Jg. 1918 'Schutzhaft' 1938 Dachau deportiert 1941 Riga Stutthof, Buchenwald Theresienstadt befreit                           | 31. Aug. 2017 |               |
| Kurt Josef Möllerich      | Kasseler Straße 22 ·    | Stolperstein für Kurt Josef Möllerich      | Hier wohnte Kurt Josef Möllerich Jg. 1919 'Schutzhaft' 1938 Dachau deportiert 1941 Riga 1944 Stutthof ermordet April 1945                                | 31. Aug. 2017 |               |
| Jakob Kaufmann            | Lange Straße 36 ·       | Stolperstein für Jakob Kaufmann            | Hier wohnte Jakob Kaufmann Jg. 1880 unfreiwillig verzogen 1936 Kassel gedemütigt/entrechtet Flucht in den Tod 27.4.1939                                  | 31. Aug. 2017 |               |
| Selma Kaufmann            | Lange Straße 36 ·       | Stolperstein für Selma Kaufmann            | Hier wohnte Selma Kaufmann geb. Kander Jg. 1882 unfreiwillig verzogen 1936 Kassel deportiert 1941 Riga ermordet März 1942                                | 31. Aug. 2017 |               |
| Auguste Sabine Bauer      | Lange Straße 36 ·       | Stolperstein für Auguste Sabine Bauer      | Hier wohnte Auguste Sabine Bauer Jg. 1912 unfreiwillig verzogen 1936 Kassel deportiert 1941 Riga 1944 Stutthof ermordet 4.12.1944                        | 6. Mai 2019   |               |
| Siegmund Lamm             | Marktplatz 9 ·          | Stolperstein für Siegmund Lamm             | Marktplatz 60/61 wohnten Siegmund Lamm Jg. 1872 deportiert 1942 Theresienstadt ermordet 16.4.1943                                                        | 14. Sep. 2016 |               |
| Johanna Lamm              | Marktplatz 9 ·          | Stolperstein für Johanna Lamm              | Hier wohnte Johanna Lamm geb. Gerson Jg. 1880 deportiert 1942 Theresienstadt ermordet 18.4.1943                                                          | 14. Sep. 2016 |               |
| Hugo Lamm                 | Marktplatz 9 ·          | Stolperstein für Hugo Lamm                 | Hier wohnte Hugo Lamm Jg. 1903 Flucht 1935 Prag | 14. Sep. 2016 |               |
| Grete Lamm                | Marktplatz 9 ·          | Stolperstein für Grete Lamm                | Hier wohnte Grete Lamm Jg. 1905 Flucht 1935 Prag | 14. Sep. 2016 |               |
| Max Holzapfel             | Mittelstraße 15 ·       | Stolperstein für Max Holzapfel             | Hier wohnte Max Holzapfel Jg. 1882 unfreiwillig verzogen 1936 Kassel gedemütigt/entrechtet tot 11.6.1938                                                 | 14. Sep. 2016 |               |
| Hermine Holzapfel         | Mittelstraße 15 ·       | Stolperstein für Hermine Holzapfel         | Hier wohnte Hermine Holzapfel geb. Heilbronn Jg. 1889 deportiert 1941 Riga ermordet                                                                      | 14. Sep. 2016 |               |
| Manfred Holzapfel         | Mittelstraße 15 ·       | Stolperstein für Manfred Holzapfel         | Hier wohnte Manfred Holzapfel Jg. 1917 Flucht Palästina                                                                                                  | 14. Sep. 2016 |               |
| Regina Holzapfel          | Mittelstraße 15 ·       | Stolperstein für Regina Holzapfel          | Hier wohnte Regina Holzapfel Jg. 1919 deportiert 1941 Riga befreit                                                                                       | 14. Sep. 2016 |               |
| Gerhard Holzapfel         | Mittelstraße 15 ·       | Stolperstein für Gerhard Holzapfel         | Hier wohnte Gerhard Holzapfel Jg. 1921 Flucht 1938 England USA                                                                                           | 14. Sep. 2016 |               |
| Sally Holzapfel           | Mittelstraße 15 ·       | Stolperstein für Sally Holzapfel           | Hier wohnte Sally Holzapfel Jg. 1884 Flucht 1939 Belgien interniert Gurs tot 5.1.1941                                                                    | 14. Sep. 2016 |               |
| Hedwig Holzapfel          | Mittelstraße 15 ·       | Stolperstein für Hedwig Holzapfel          | Hier wohnte Hedwig Holzapfel geb. Lehrberger Jg. 1895 deportiert 1941 Riga ermordet                                                                      | 14. Sep. 2016 |               |
| Ruth Holzapfel            | Mittelstraße 15 ·       | Stolperstein für Ruth Holzapfel            | Hier wohnte Ruth Holzapfel Jg. 1923 Flucht 1939 Palästina                                                                                                | 14. Sep. 2016 |               |
| Bertha 'Betti'Kaufmann    | Mittelstraße 25 ·       |                                            | Hier wohnte Bertha 'Betti' Kaufmann geb. Katzenstein Jg. 1857 gedemütigt/entrechtet unfreiwillig verzogen 1938 Kassel jüdisches Altersheim tot 11.2.1940 | 13. Mai 2022  |               |
| Michael Max Katz          | Mittelstraße 25 ·       |                                            | Hier wohnte Michael Max Katz Jg. 1877 unfreiwillig verzogen 1938 Gemünden deportiert 1941 Riga ermordet                                                  | 13. Mai 2022  |               |
| Jenny Katz                | Mittelstraße 25 ·       |                                            | Hier wohnte Jenny Katz geb. Kaufmann Jg. 1884 gedemütigt/entrechtet Marienkrankenhaus tot 10.6.1936 Kassel                                               | 13. Mai 2022  |               |
| Siegfried 'Fredi'Katz     | Mittelstraße 25 ·       |                                            | Hier wohnte Siegfried 'Fredi' Katz Jg. 1909 unfreiwillig verzogen 1934 Emden Flucht 1934 Holland 1935 Palästina                                          | 13. Mai 2022  |               |
| Leopold Meyer             | Mittelstraße 29 ·       |                                            | Hier wohnte Leopold Meyer Jg. 1877 gedemütigt/entrechtet tot 28.7.1933 Elisabethkrankenhaus Kassel                                                       | 13. Mai 2022  |               |
| Jette 'Henny'Meyer        | Mittelstraße 29 ·       |                                            | Hier wohnte Jette 'Henny' Meyer geb. Levi Jg. 1889 Flucht 1939 USA                                                                                       | 13. Mai 2022  |               |
| Ilse Hahn                 | Mittelstraße 29 ·       |                                            | Hier wohnte Ilse Hahn geb. Meyer Jg. 1914 Flucht 1939 USA                                                                                                | 13. Mai 2022  |               |
| Irmgard Meyer             | Mittelstraße 29 ·       |                                            | Hier wohnte Irmgard Meyer Jg. 1915 Flucht 1937 USA | 13. Mai 2022  |               |
| Berthold Rothschild       | Mittelstraße 51 ·       | Stolperstein für Berthold Rothschild       | Hier wohnte Berthold RothschildJg. 1882 unfreiwillig verzogen 1938 Kassel gedemütigt/entrechtet tot 2.7.1941                                             | 14. Sep. 2016 |               |
| Minna Rothschild          | Mittelstraße 51 ·       | Stolperstein für Minna Rothschild          | Hier wohnte Minna Rothschild geb. Weisbecker Jg. 1893 deportiert 1942 Sobibor ermordet 3.6.1942                                                          | 14. Sep. 2016 |               |
| Doris Rothschild          | Mittelstraße 51 ·       | Stolperstein für Doris Rothschild          | Hier wohnte Doris Rothschild verh. Loeb Jg. 1921 Flucht 1939 USA                                                                                         | 14. Sep. 2016 |               |
| Heinz David Rothschild    | Mittelstraße 51 ·       | Stolperstein für Heinz David Rothschild    | Hier wohnte Heinz David Rothschild Jg. 1923 Flucht 1939 Holland interniert Westerbork deportiert 1942 Auschwitz ermordet 30.9.1942                       | 14. Sep. 2016 |               |
| Senni Weisbecker          | Mittelstraße 51 ·       |                                            | Hier wohnte Senni Weisbecker Jg. 1903 Flucht 1939 USA | 13. Mai 2022  |               |
| Henriette Kaufmann        | Oberelsunger Straße 2 · | Stolperstein für Henriette Kaufmann        | Hier wohnte Henriette Kaufmann geb. Schoenstatt Jg. 1853 Flucht 1935 USA                                                                                 | 6. Mai 2019   |               |
| Hermann Kaufmann          | Oberelsunger Straße 2 · | Stolperstein für Hermann Kaufmann          | Hier wohnte Hermann Kaufmann Jg. 1887 Flucht 1935 USA | 6. Mai 2019   |               |
| Guenther Kaufmann         | Oberelsunger Straße 2 · | Stolperstein für Guenther Kaufmann         | Hier wohnte Guenther Kaufmann Jg. 1923 Flucht 1935 USA                                                                                                   | 6. Mai 2019   |               |
| Paula Kaufmann            | Oberelsunger Straße 2 · | Stolperstein für Paula Kaufmann            | Hier wohnte Paula Kaufmann geb. Rosenbusch Jg. 1896Flucht 1935 USA                                                                                       | 6. Mai 2019   |               |
| Eduard Schartenberg       | Oberelsunger Straße 4 · |                                            | Hier wohnte Eduard Schartenberg Jg. 1870 gedemütigt/entrechtet tot 16.3.1938 Kassel                                                                      | 13. Mai 2022  |               |
| Caroline Schartenberg     | Oberelsunger Straße 4 · |                                            | Hier wohnte Caroline Schartenberg geb. Lebach Jg. 1872 unfreiwillig verzogen 1938 Berlin deportiert 1942 Theresienstadt ermordet 18.10.1942              | 13. Mai 2022  |               |
| Erich Moritz Schartenberg | Oberelsunger Straße 4 · |                                            | Hier wohnte Erich Moritz Schartenberg Jg. 1907 Flucht 1938 USA                                                                                           | 13. Mai 2022  |               |
| Else Schartenberg         | Oberelsunger Straße 4 · |                                            | Hier wohnte Else Schartenberg Jg. 1900 unfreiwillig verzogen 1938 Holzminden deportiert 1943 ermordet in Auschwitz                                       | 13. Mai 2022  |               |
| Ludwig Schartenberg       | Oberelsunger Straße 4 · |                                            | Hier wohnte Ludwig Schartenberg Jg. 1904 Flucht 1938 USA                                                                                                 | 13. Mai 2022  |               |
| Charlotte Waldeck         | Poststraße 16 ·         | Stolperstein für Charlotte Waldeck         | Hier wohnte Charlotte Waldeck geb. Wallach Jg. 1869 unfreiwillig verzogen 1938 Magdeburg gedemütigt/entrechtet tot 4.2.1941                              | 31. Aug. 2017 |               |
| Laura Waldeck             | Poststraße 16 ·         | Stolperstein für Laura Waldeck             | Hier wohnte Laura Waldeck Jg. 1895 unfreiwillig verzogen 1938 Magdeburg deportiert 1942 Ghetto Warschau ermordet                                         | 31. Aug. 2017 |               |
| Jakob Moritz Schartenberg | Poststraße 34 ·         | Stolperstein für Jakob Moritz Schartenberg | Hier wohnte Jakob Moritz Schartenberg Jg. 1882 unfreiwillig verzogen 1938 Kassel Flucht 1939 England                                                     | 31. Aug. 2017 |               |
| Sophie Schartenberg       | Poststraße 34 ·         | Stolperstein für Sophie Schartenberg       | Hier wohnte Sophie Schartenberg geb. Steppacher Jg. 1884 unfreiwillig verzogen 1938 Kassel Flucht 1939 England                                           | 31. Aug. 2017 |               |
| Ludwig Fritz Schartenberg | Poststraße 34 ·         | Stolperstein für Ludwig Fritz Schartenberg | Hier wohnte Ludwig Fritz Schartenberg Jg. 1912 Flucht 1938 Italien 1939 England                                                                          | 31. Aug. 2017 |               |
| Walter Schartenberg       | Poststraße 34 ·         | Stolperstein für Walter Schartenberg       | Hier wohnte Walter Schartenberg Jg. 1913 Flucht 1939 England                                                                                             | 31. Aug. 2017 |               |